# اورشلیم، تجلی آلبیون غول

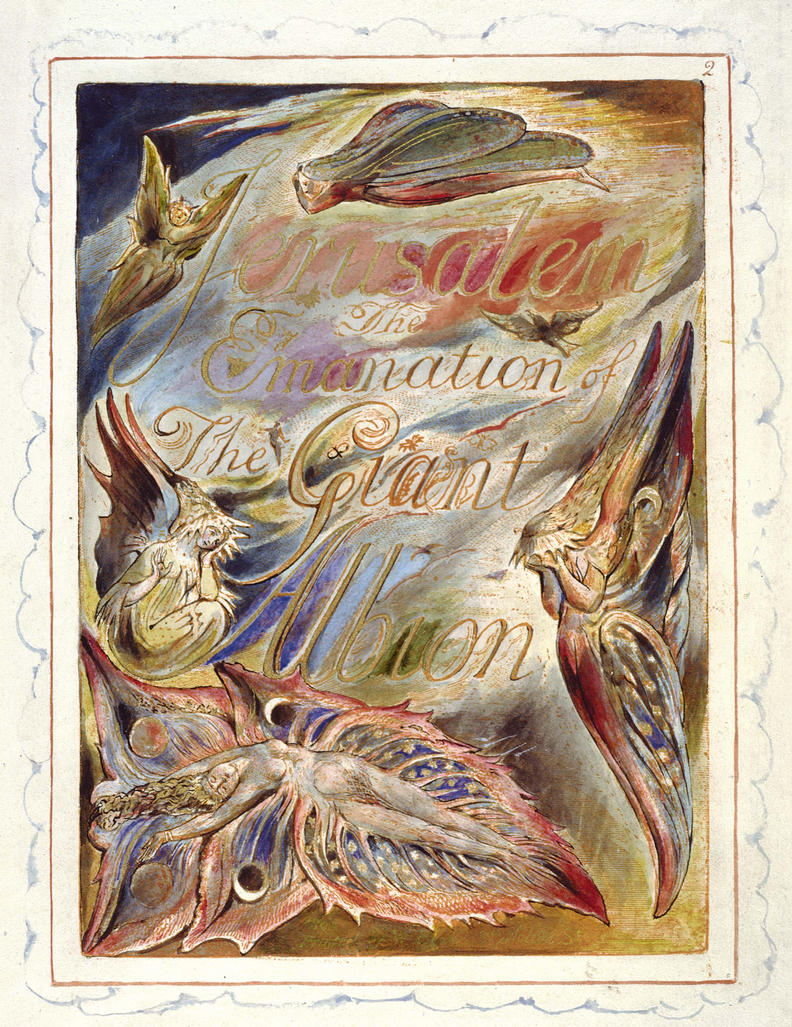
صفحه دوم.

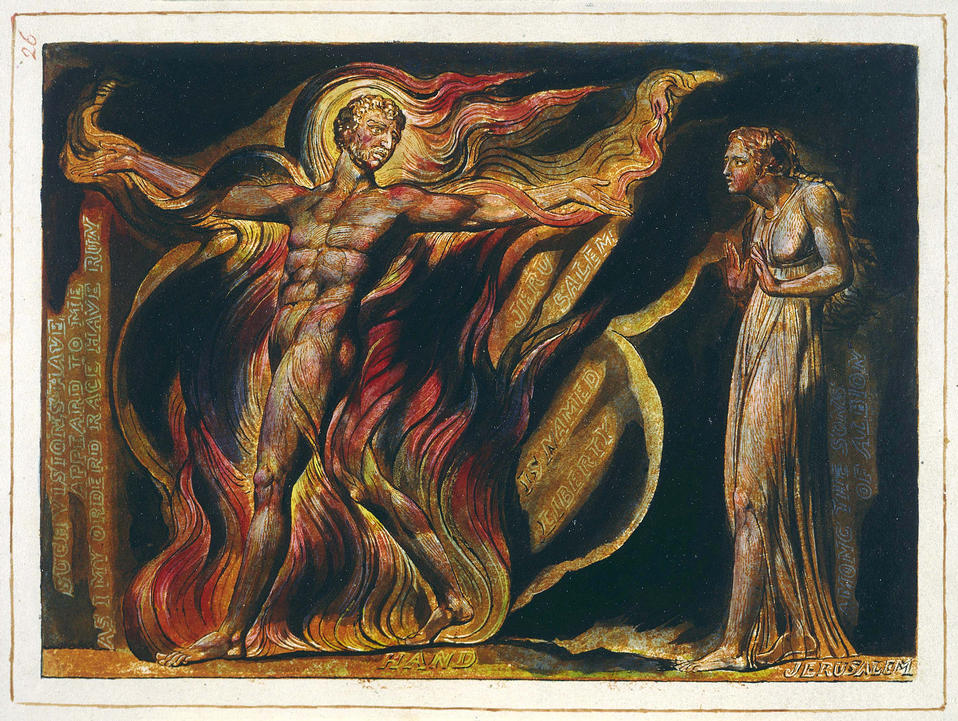
صفحه ۲۶.

اورشلیم (انگلیسی: Jerusalem) با عنوان فرعی تجلی آلبیون غول (به انگلیسی: The Emanation of the Giant Albion) طولانی‌ترین و مهم‌ترین کتاب‌های پیامبرانه اثر شاعر و نقاش رومانتیک انگلیسی ویلیام بلیک بود. این اثر به دستخط خود بلیک قلم‌کاری شده و مملو از تصویرسازی‌های تمام‌صفحه‌ای و نقاشی‌های کوچک در حاشیهٔ صفحات است. این اثر «تئاتر نظری» توصیف شده‌است.
کتاب چهار فصل دارد و داستان سقوط غولی به نام آلبیون را روایت می‌کند. در نظر بلیک آلبیون نماد بریتانیای کبیر و تمدن جهان غرب است.